# Cola umbratilis
Cola umbratilis là một loài cây rừng mưa nhiệt đới trong họ Sterculiaceae.
Chúng là loài bản địa rừng thường xanh ẩm của Côte d'Ivoire và Ghana nơi nó bị đe dọa mất môi trường sống